# Live-Evil
Live-Evil — альбом концертних і студійних записів американського джазового музиканта Майлза Девіса. Частина альбому містить музику з концерту Девіса в Cellar Door 1970 року, яку продюсер Тео Масеро згодом відредагував і змонтував у студії. Вони були виконані у вигляді тривалих, щільних джемів у стилі джаз-рок, тоді як студійні записи складалися переважно з переспівівів композицій Ермето Паскоаля. Альбом був випущений 17 листопада 1971 року.

## Передісторія
У записі альбому бере участь низка відомих джазових музикантів, зокрема Кіт Джарретт і Джек Деджонетт. Один з ключових музикантів альбому, Джон Маклафлін, не був постійним учасником групи Майлза Девіса під час запису. Девіс зателефонував Маклафліну в останню хвилину, щоб він приєднався до гурту на останню з чотирьох ночей, коли вони записувалися наживо в Cellar Door, оскільки Девіс «шукав елемент, який він не зовсім допрацював» у попередні ночі.
Девіс спочатку планував, що альбом стане духовним наступником Bitches Brew, але від цієї ідеї відмовилися, коли стало очевидно, що Live-Evil — це «щось зовсім інше».

## Обкладинка
Обкладинку альбому проілюстрував художник Маті Кларвейн. Кларвейн намалював передню обкладинку окремо від Девіса, але задня частина була намальована за пропозицією Майлза:
|  | "Я малював вагітну жінку для обкладинки, і в день, коли я закінчив, Майлз зателефонував мені і сказав: "Я хочу фотографію життя з одного боку і зла з іншого". І все, що він згадав - це жаба. Тоді поруч зі мною лежав примірник журналу Time з Едгаром Гувером на обкладинці, і він був схожий на жабу. Я сказав Майлзу, що знайшов жабу". |

Рекорд-клубні видання альбому просто мали назву альбому, надруковану на чорній обкладинці.

## Відгуки критиків
Live-Evil був випущений лейблом Columbia Records у 1971 році і отримав схвальні відгуки критиків. У сучасній рецензії для Rolling Stone Роберт Палмер сказав, що «це звучить так, як Майлз мав на увазі, коли вперше захопився електричною музикою, більш вільними структурами і рок-ритмами». Він назвав короткі, схожі на балади записи «речами великої краси», позбавленими соло, але сповненими «приголомшливих, гірко-солодких ліній», а також похвалив соло кожного учасника гурту на живих джемах: «Всі просто грають, немає ніяких слабких ланок, і немає ніякої перевантаженості, про яку можна було б говорити. Майлз реагує на цю щасливу ситуацію, відриваючись на повну». Критик Black World Ред Скотт зауважив, що всі пісні Live-Evil «зливаються в ідеальне доповнення музикантів, які передають настрій один одному». Піт Велдінг з Down Beat був менш захопленим у своїй рецензії. Він написав, що живі записи характеризуються «довгими нудними відрізками тупцювання на місці, що чергуються з моментами сили та натхнення».
Журналіст Джон Корбетт назвав Live-Evil «надзвичайно креативним електричним колажем», а Ерік Девіс зі Spin визнав музику «кінетичною» і описав гру Маклафліна як «індуїстський хеві-метал». Райан Шрайбер з Pitchfork вважав, що це «найдоступніший з електричних релізів Майлза Девіса кінця 70-х», описуючи його музику як «водночас сексуально запальну і тривожну». Він сказав, що живі записи «охоплюють діапазон від екшн-фанку для бійки в барі до чуттєвої магії джазу в спальні, створюючи дві години зарядженої ексцентричності, яку ви ніколи не забудете». Роберт Крістгау сказав, що окрім звивистої «Inamorata», «довгі частини зазвичай захоплюючі і часто збуджуючі», включаючи «Funky Tonk», яку він назвав «найпереконливішим ритмічним дослідженням Девіса на сьогоднішній день». Він вважав, що коротші твори звучать як «імпресіоністичні експерименти», тоді як «Selim» і «Nem Um Talvez» доречно «відсилають до кінця 50-х». Едвін Фауст зі Stylus Magazine назвав Live-Evil «одним з найфанковіших альбомів, коли-небудь записаних», вважаючи «похмурі» короткі композиції «переслідуючими прикладами музичної чистоти — Майлз збагачує наш слух виразними мелодіями (на думку спадає його робота над Sketches of Spain), в той час, як бас обережно підкрадається, орган напружено гуде, а людські свистки/вокали зловісно ширяють, немов замислені фантоми».

## Трек-лист
| Сторона 1 | Сторона 1             | Сторона 1         | Сторона 1  |
| #         | Назва                 | Автор музики      | Тривалість |
| --------- | --------------------- | ----------------- | ---------- |
| 1.        | «Sivad (live)»        | Майлз Девіс       | 15:16      |
| 2.        | «Little Church»       | Ермето Паскоаль   | 3:17       |
| 3.        | «Gemini/Double Image» | Девіс/Джо Завінул | 5:56       |

| Сторона 2 | Сторона 2           | Сторона 2    | Сторона 2  |
| #         | Назва               | Автор музики | Тривалість |
| --------- | ------------------- | ------------ | ---------- |
| 1.        | «What I Say (live)» | Девіс        | 21:12      |
| 2.        | «Nem Um Talvez»     | Паскоаль     | 4:03       |

| Сторона 3 | Сторона 3           | Сторона 3    | Сторона 3  |
| #         | Назва               | Автор музики | Тривалість |
| --------- | ------------------- | ------------ | ---------- |
| 1.        | «Selim»             | Паскоаль     | 2:15       |
| 2.        | «Funky Tonk (live)» | Девіс        | 23:28      |

| Сторона 4 | Сторона 4                                          | Сторона 4    | Сторона 4  |
| #         | Назва                                              | Автор музики | Тривалість |
| --------- | -------------------------------------------------- | ------------ | ---------- |
| 1.        | «Inamorata and Narration by Conrad Roberts (live)» | Девіс        | 26:29      |
| 101:56    |                                                    |              |            |

## Персоналії
Живі треки на Live-Evil були урізаними редакціями різних живих джемів, записаних на The Cellar Door у 1970 році.
| Сторона 1 (25:50) 1. «Sivad» (15:13) (Записано 19 грудня 1970 у The Cellar Door, Вашингтон та 19 травня 1970 у Columbia Studio B, Нью-Йорк) - Майлз Девіс — електрична труба з сурдиною - Гарі Бартц — сопрано та альт-саксофон - Джон Маклафлін — електрогітара - Кіт Джарретт — електропіаніно, орган - Майкл Хендерсон — електричний бас - Джек Деджонетт — барабани - Айрто Морейра — перкусія 2. «Little Church» (3:14) (Записано 4 червня 1970 у Columbia Studio B, Нью-Йорк) - Майлз Девіс — труба - Стів Гроссман — сопрано-саксофон - Гербі Генкок, Чик Коріа — електропіаніно - Кіт Джарретт — орган - Джон Маклафлін — електрогітара - Дейв Голланд — електричний бас, акустичний бас - Джек Деджонетт — барабани - Айрто Морейра — перкусія - Ермето Паскоаль — барабани, свист, голос, електропіаніно 3. «Gemini/Double Image» (5:53) (Записано 6 лютого 1970 у Columbia Studio B, Нью-Йорк) - Майлз Девіс — труба - Вейн Шортер — сопрано-саксофон - Джо Завінул, Чик Коріа — електропіаніно - Джон Маклафлін — електрогітара - Дейв Голланд — акустичний бас - Халіл Балакрішна — електричний ситар - Біллі Кобем — барабани - Джек ДеДжонетт — барабани - Айрто Морейра — перкусія Сторона 2 (25:12) 1. «What I Say» (21:09) (Записано 19 грудня 1970 у The Cellar Door, Вашингтон) - Майлз Девіс — електрична труба з сурдиною - Гарі Бартц — сопрано та альт-саксофон - Джон Маклафлін — електрогітара - Кіт Джарретт — електропіаніно, орган - Майкл Хендерсон — електричний бас - Джек Деджонетт — барабани - Айрто Морейра — перкусія 2. «Nem Um Talvez» (4:03) (Записано 3 червня 1970 у Columbia Studio B, Нью-Йорк) - Майлз Девіс — труба - Стів Гроссман — сопрано-саксофон - Гербі Генкок, Чик Коріа — електропіаніно - Кіт Джарретт — орган - Рон Картер — акустичний бас - Джек ДеДжонетт — барабани - Айрто Морейра — перкусія - Ермето Паскоаль — барабани, вокал | Сторона 3 (25:38) 1. «Selim» (2:12) (Записано 3 червня 1970 у Columbia Studio B, Нью-Йорк) - Майлз Девіс — труба - Стів Гроссман — сопрано-саксофон - Гербі Генкок, Чик Коріа — електропіаніно - Кіт Джарретт — орган - Рон Картер — акустичний бас - Джек Деджонетт — барабани - Айрто Морейра — перкусія - Ермето Паскоаль — барабани, вокал 2. «Funky Tonk» (23:26) (Записано 19 грудня 1970 у The Cellar Door, Вашингтон) - Майлз Девіс — електрична труба з сурдиною - Гарі Бартц — сопрано та альт-саксофон - Джон Маклафлін — електрогітара - Кіт Джарретт — електропіаніно, орган - Майкл Хендерсон — електричний бас - Джек ДеДжонетт — барабани - Айрто Морейра — перкусія Сторона 4 (26:29) 1. «Inamorata and Narration by Conrad Roberts» (26:29) (Записано 19 грудня 1970 у The Cellar Door, Вашингтон) - Майлз Девіс — електрична труба з сурдиною - Гарі Бартц — сопрано та альт-саксофон - Джон Маклафлін — електрогітара - Кіт Джарретт — електропіаніно, орган - Майкл Хендерсон — електричний бас - Джек Деджонетт — барабани - Айрто Морейра — перкусія - Конрад Робертс — вокальна розповідь, вірш |